# Розмірність Мінковського
Розмірність Мінковського (англ. box-counting dimension) обмеженої множини в  метричному просторі дорівнює
{\displaystyle \lim \limits _{\epsilon \to 0}{\frac {\ln(N_{\epsilon })}{-\ln(\epsilon )}}},
де {\displaystyle N_{\epsilon }} — мінімальне число множин діаметра {\displaystyle \epsilon }, якими можна покрити множину.
Якщо границя не існує, то можна розглядати  верхню та  нижню границі і говорити відповідно про верхню і нижню розмірності Мінковського.
Близьким до розмірності Мінковського поняттям є розмірність Хаусдорфа. У багатьох випадках ці розмірності збігаються, хоча існують множини, для яких вони різні.

## Приклади
- Розмірність скінченної множини дорівнює нулю, оскільки для неї {\displaystyle \rho (n)} не перевершує кількості елементів у ній.
- Розмірність відрізка дорівнює 1, тому що необхідно {\displaystyle \lceil a/\epsilon \rceil } відрізків довжини {\displaystyle \epsilon }, щоб покрити відрізок довжини {\displaystyle a}. Таким чином,
{\displaystyle \lim \limits _{\epsilon \to 0}{\frac {\ln(N_{\epsilon })}{-\ln(\epsilon )}}=\lim \limits _{\epsilon \to 0}{\frac {\ln a-\ln \epsilon }{-\ln \epsilon }}=1},
- Розмірність квадрата дорівнює 2, так як число квадратиків з діагоналлю {\displaystyle 1/n}, необхідних, щоб покрити квадрат зі стороною {\displaystyle a}, становить приблизно {\displaystyle a^{2}n^{2}}.
- Розмірність фракталу може бути дробовим числом. Так, розмірність  кривої Коха дорівнює {\displaystyle \ln 4/\ln 3}.

- Розмірність множини Мінковського {\displaystyle \{0,1,{\frac {1}{2}},{\frac {1}{3}},{\frac {1}{4}},\dots \}} дорівнює 1/2.

## Властивості
- Розмірність Мінковського скінченного об'єднання множин дорівнює максимуму з їх розмірностей. На відміну від  розмірності Хаусдорфа, це невірно для  зліченного об'єднання. Наприклад, множина раціональних чисел між 0 і 1 має розмірність Мінковського 1, хоча є зліченним об'єднанням одноелементних множин (розмірність кожної з яких дорівнює 0). Приклад  замкнутої зліченної множини з ненульовою розмірністю Мінковського наведений вище.
- Нижня розмірність Мінковського будь-якої множини більше або дорівнює його розмірності Хаусдорфа.
- Розмірність Мінковського будь-якої множини дорівнює розмірності Мінковського її замикання. Тому має сенс говорити лише про розмірность Мінковського замкнутих множин.